# Педро Альварес Осорио (ум. 1461)
Педро Альварес Осорио (исп. Pedro Álvarez Osorio; XV век — 11 июня 1461) — кастильско-леонский дворянин, 1-й граф Трастамара (с 1445), сеньор Кастроверде и Вильялобос, лейтенант Асторги и её крепости, сеньор Сепеда, старший альферес королевского знамени и старший гвардеец короля.

## Биография
Сын Хуана Альвареса Осорио (+ 1417), 2-го сеньора де Вильялобос, и Альдонсы де Гусман. После смерти отца в 1417 году он стал владельцем обширных поместий в Леоне, Вальядолиде, Саморе и Луго. Он также служил старшим альфересом королевского знамени, старшим гвардейцев монарха Хуана II Кастильского и лейтенантом нескольких крепостей и территорий, таких как Асторга.
В политическом плане сначала он присоединился к Фадрике Энрикесу, но после его падения он поддержал королевского фаворита Альваро де Луна. Когда он был отделен от двора, Педро решил стать на сторону короля, который 4 февраля 1445 года наградил его, пожаловав ему наследственный титул графа Трастамара с его территорией и землями Траба. В том же году он участвовал в битве при Ольмедо и около 1448 года поддерживал соглашение о братстве между городами Леон, Самора, Торо и Асторга, чтобы изолировать своего врага, графа Бенавенте.
В 1450 году вместе со своим братом Альваро в епископстве Асторги он стал защитником и энкомендеро епархиальной светлости. Восемь лет спустя, 7 июня 1458 года, он присоединился к конфедерации галисийской знати, выступившей против архиепископа Сантьяго-де-Компостела Родриго де Луна. В этом контексте он также участвовал в осаде епархиального замка Роча Форте, хотя в мае и июне того же года от него потребовали воздержаться. Снятию осады в сентябре 1458 года предшествовало подписание шестимесячного перемирия, по завершении которого дворяне региона, ранее поддерживавшие его, противостояли Педро и окружили его в пределах Сантьяго-де-Компостела летом 1460 года. В середине марта 1461 года граф был вынужден бежать из города, потерпев неудачу в своих попытках поставить Луиса, своего сына, на епископское кресло Сантьяго.
Он умер 11 июня 1461 года, по-видимому, отравленный своим слугой Айлонесом. Он был похоронен в основанном им в 1454 году монастыре Сан-Хулиан-дель-Монте, недалеко от Вальдераса.

## Брак и потомство
Он женился на Изабель де Рохас (+ 1485), дочери Мартина Санчеса де Рохаса, 3-го сеньора де Монсон и Кабра, и Эльвиры Манрике де Лара и Рохас, сеньоры де Рекена, которая в качестве приданого принесла ему сеньорию Сепеда. С ней у него было несколько детей:
- Альвар Перес Осорио (ок. 1430—1471), который стал 2-м графом Трастамара и 1-м маркизом Асторги
- Луис Осорио де Акунья (+ 1496), епископ Хаэна (1483—1496)
- Диего Перес Осорио, 1-й сеньор де Вильясис
- Мария Осорио
- Фадрике Осорио